# Leda en de zwaan (Han Rädecker)
Leda en de zwaan is een artistiek kunstwerk in het Erasmuspark in Amsterdam-West
Beeldhouwer Han Rädecker maakte op verzoek van de gemeente Amsterdam zijn versie van het mythologische verhaal over Leda. Hij beeldde zowel Leda als de tot zwaan veranderde Zeus af. Het beeld van muschelkalksteen staat op een betonplaat en zandstenen sokkel in de noordoosthoek van het park. Het beeld, uit een liggende vrouw met zwaan balancerend op een zandstenen sokkel, is vermoedelijk geplaatst ter gelegenheid van de heropening van het park in november 1970 (het kreeg toen drie nieuwe toegangen). 
Amsterdam heeft nog een beeld onder de titel Leda en de zwaan; het staat op het Emmaplein en is van Ben Guntenaar.  

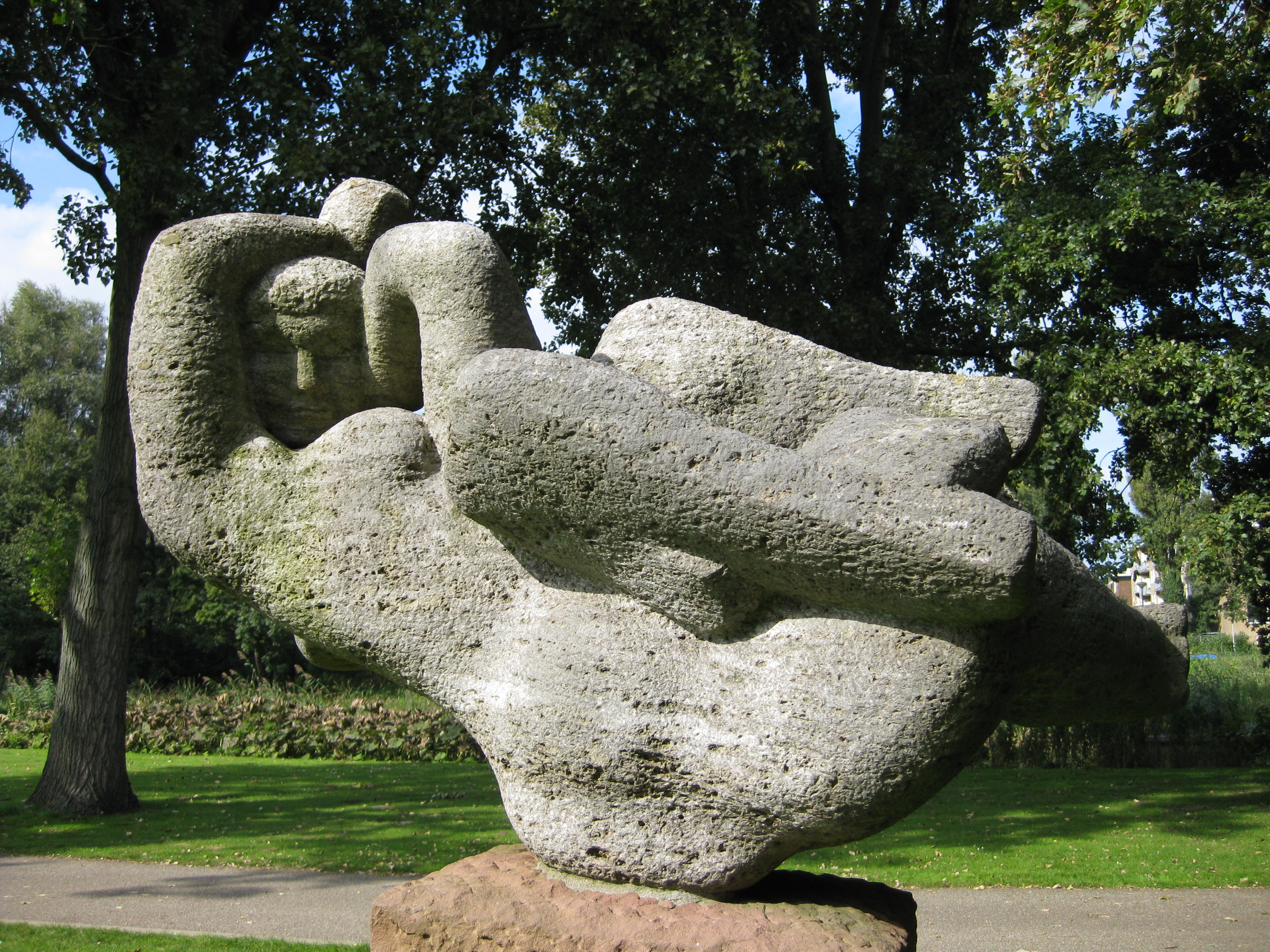
Leda en de zwaan (2016)